# Diphysa racemosa
Diphysa racemosa är en ärtväxtart som beskrevs av Joseph Nelson Rose. Diphysa racemosa ingår i släktet Diphysa och familjen ärtväxter. Inga underarter finns listade i Catalogue of Life.